# Suraż (gmina)
Pour les articles homonymes, voir Suraż.
La gmina de Suraż est une commune urbaine-rurale polonaise de la voïvodie de Podlachie et du powiat de Białystok. Elle s'étend sur 76,6 km² et comptait 2038 habitants en 2006. Son siège est la ville de Suraż qui se situe à environ 23 kilomètres  de Białystok.

## Villages
Hormis la ville de Suraż, la gmina de Suraż comprend les villages et localités de Doktorce, Końcowizna, Kowale, Lesznia, Ostasze, Ostrów, Rynki, Średzińskie, Zawyki, Zawyki-Ferma, Zimnochy-Susły et Zimnochy-Świechy.

## Gminy voisines
La gmina de Suraż est voisine des gminy de Juchnowiec Kościelny, Łapy, Poświętne, Turośń Kościelna et Wyszki.